# Asfeld
Asfeld je francouzská obec v departementu Ardensko v regionu Grand Est. V roce 2011 zde žilo 1 090 obyvatel. Nachází se zde římskokatolický kostel sv. Desideria Vídeňského.

## Sousední obce
Aire, Avaux, Balham, Houdilcourt, Roizy, Saint-Germainmont, Sault-Saint-Remy, Vieux-lès-Asfeld, Villers-devant-le-Thour

## Vývoj počtu obyvatel
Počet obyvatel 